# Emil von Czarlinski
Emil von Czarlinski-Schedlin, polnisch: Emil Czarliński, (* 5. Mai 1833 in Chwarzno; † 21. März 1913 in Kulm) war Rittergutsbesitzer und Mitglied des Reichstags des Norddeutschen Bundes.

## Leben
Czarlinski studierte Rechtswissenschaften in Breslau und war 1¼ Jahr Auskultator in Samter. 1860 wurde er zum Landrat des Strasburger Kreises gewählt, aber nicht bestätigt. 1864 wurde er, in den Polenprozess verwickelt, unter Sequester gestellt und nach sechsmonatiger Untersuchungshaft außer Verfolg gesetzt. Er war Rittergutsbesitzer auf Brochnowko.
Ab 1867 war er Mitglied des Reichstags des Norddeutschen Bundes und des Zollparlaments für den Reichstagswahlkreis Regierungsbezirk Danzig 4 (Neustadt/Westpreußen, Karthaus) und die Polnische Fraktion. Er stimmte gegen die Bundesverfassung und die Einverleibung der ehemaligen polnischen Landesteile in den Bund. Von 1867 bis 1870 und von 1873 bis 1879 war er Mitglied des Preußischen Abgeordnetenhauses.
Er war der Bruder des Reichstagsabgeordneten Leon von Czarlinski.